# Трубачи-барабанщики
Трубачи-барабанщики, носят также название торкуты — группа голубей, воркование которых напоминает то звуки трубы, то рокот барабана.
В мусульманских странах издавна обращали внимание на голубей, чье воркование напоминает молящегося мусульманина. Предполагают, что барабанщики произошли именно от восточных голубей.
В Германии насчитывается 10 пород этой группы. В Россию они были завезены из Средней Азии. Русские барабанщики — довольно крупные птицы разнообразной окраски с сильно оперенными ногами.